# Déficit immunitaire primitif
 (novembre 2024).
Si vous disposez d'ouvrages ou d'articles de référence ou si vous connaissez des sites web de qualité traitant du thème abordé ici, merci de compléter l'article en donnant les références utiles à sa vérifiabilité et en les liant à la section « Notes et références ».
Un déficit immunitaire primitif (DIP) correspond à l'affaiblissement du système immunitaire d'une personne à partir du sixième mois de la vie, c'est-à-dire une fois que les défenses immunitaires de la mère ont totalement disparu du corps de l'enfant. Il s'agit ici d'un déficit du système immunitaire humoral.

## Présentation générale de la maladie
Cette maladie est difficile à détecter. Il faut généralement 10 à 15 années de recul sur le patient pour envisager cette solution, tout en sachant qu'elle peut apparaître à n'importe quel âge, mais l'exemple évoqué dans l'introduction est le plus fréquent. Généralement, après les six premiers mois de la vie, l'enfant enchaîne les otites, les sinusites, et plus généralement toutes les atteintes possibles au niveau du nez, des oreilles, de la gorge et des poumons. Les années passent, les maladies s'enchaînent à raison d'un intervalle de quinze jours entre chaque pathologie (en moyenne). Au niveau du phénotype microscopique, le déficit immunitaire primitif se manifeste par le manque d'un ou de plusieurs types d'immunoglobulines, communément appelées anticorps. Le traitement de cette maladie passe donc par l'injection intraveineuse ou sous-cutanée des IG manquantes.
Du point de vue de la répartition géographique, les cas sont très rares dans les pays riches tels que la France ; en revanche, ils sont plus fréquents dans les pays où les populations sont peu sensibilisées aux mesures d'hygiène et souffrent éventuellement de malnutrition ou de dénutrition (à l'exemple des régions les plus reculées de l'Algérie, de l'Égypte ou de la Tunisie ; le Maroc ayant par contre connu depuis 2020 une amélioration de l'hygiène et une diminution des cas de DIP).

## Traitement, coût et évolution de la maladie dans le temps
Le traitement se fait soit par perfusion intraveineuse, soit par sous-cutanée. On injecte au patient des anticorps prélevés sur 1000 personnes différentes (don du sang). Cela permet de couvrir un large spectre de maladies par rapport à la défense immunitaire et d'éviter les vaccins qui peuvent être fatals au malade. Le nom du médicament diffère selon l'immunoglobine déficiente. 
Le financement nécessaire est assez important, bien que remboursé par l'assurance maladie. Les flacons de 10 g coûtent globalement entre 250 et 300 euros, sachant que la dose moyenne injectée se situe entre 20 et 30 g. À rajouter en plus : les infirmières, le forfait hospitalier, etc. L'effet d'une injection intraveineuse dure trois semaines, le traitement est donc à vie et régulier. Cela assure une absence d'infections au malade, et ceci tant qu'il y a des injections.